# 北川板凳橋
北川板凳橋位於四川省綿陽市北川縣，文物遺址年代判定為清。2012年7月16日公佈為第八批四川省文物保護單位。
北川板凳橋位於四川省綿陽市北川羌族自治縣新縣城永昌鎮內，始建於清代，由位於永昌鎮順義村六組的順義橋和紅旗村三組的紅旗橋組成，東西走向，橫跨於順義河上，兩橋相距約1公里。兩座橋其建築結構形式基本一致，均為石柱石樑橋，由橋身、橋墩和兩岸石砌埠頭組成，穿逗式結構。因其形狀酷似板凳而得名，當地人也將此地方稱為板凳橋。順義橋全長15.83公尺，橋面寬2公尺，高3.65公尺，紅旗橋全長12.05公尺，橋面寬1.1公尺，高3.6公尺。板凳橋建築結構簡潔樸實，形制獨特，對研究中國橋樑建造歷史、技術、藝術提供了重要的歷史資料。第三次全國文物普查新發現。